# 亡き子をしのぶ歌
『亡き子をしのぶ歌』（なきこをしのぶうた、Kindertotenlieder）は、グスタフ・マーラーが作曲した声楽とオーケストラのための連作歌曲である。『子供の死の歌』とも訳される。歌詞はフリードリヒ・リュッケルトの同名の詩による。
原詩はリュッケルトの作った425篇から成る詩集であり、彼の子供のうち2人が1833年の冬から1834年にかけて相次いで死ぬという悲しい出来事のあった後に書かれた。マーラーは425篇から5篇を選び、1901年から1904年にかけて作曲した。
1. "Nun will die Sonn' so hell aufgeh'n." - 「いま晴れやかに陽が昇る」
2. "Nun seh' ich wohl, warum so dunkle Flammen." - 「なぜそんなに暗い眼差しだったのか、今にしてよくわかる」
3. "Wenn dein Mütterlein." - 「きみのお母さんが戸口から入ってくるとき」
4. "Oft denk' ich, sie sind nur ausgegangen." - 「いつも思う。子供たちはちょっと出かけただけなのだと」
5. "In diesem Wetter!" - 「こんな嵐のときに」

歌はマーラーの後期ロマン派的な作風によって書かれており、曲が表現する雰囲気と印象は、それらのタイトルによってよく示されている。終曲は長調で終わり超越した雰囲気がある。曲集の痛ましさは、彼がこの曲集を書いた4年後に、マーラーがまさに娘マリアを猩紅熱によって4歳で失ったという事実によって増大させられる。彼はグイド・アドラーに書いた手紙の中でこう語っている。「私は自身を、私の子供が死んだと想定して書いたのだ。もし私が本当に私の娘を失ったあとであったなら、私はこれらの歌が書けたはずがない」。
フリードリヒ・ワイデマンの独唱、作曲者自身の指揮により、1905年1月29日にウィーンで初演された。

## 楽曲構成
- 独唱（メゾソプラノまたはバリトンの声域である）
- 管弦楽

| 木管   | 木管                  | 金管               | 金管               | 打                 | 打                                       | 弦                 | 弦                 |
| ------ | --------------------- | ------------------ | ------------------ | ------------------ | ---------------------------------------- | ------------------ | ------------------ |
| Fl.    | 2, ピッコロ           | Hr.                | 4                  | Timp.              | 1                                        | Vn.1               | ●（14型）          |
| Ob.    | 2、コーラングレ       | Trp.               |                    | 他                 | グロッケンシュピール、小さな鐘、タムタム | Vn.2               | ●                  |
| Cl.    | 2、バスクラリネット   | Trb.               |                    | 他                 | グロッケンシュピール、小さな鐘、タムタム | Va.                | ●                  |
| Fg.    | 2、コントラファゴット | 他                 |                    | 他                 | グロッケンシュピール、小さな鐘、タムタム | Vc.                | ●                  |
| 他     |                       | 他                 | Cb.                | 他                 | グロッケンシュピール、小さな鐘、タムタム | ●                  |                    |
| その他 | その他                | ハープ、チェレスタ | ハープ、チェレスタ | ハープ、チェレスタ | ハープ、チェレスタ                       | ハープ、チェレスタ | ハープ、チェレスタ |

作曲者は作品の演奏について、「この5つの歌は1つの分割し得ないひとつの楽曲として意図されているので、演奏にあたっては、それらの連続性が妨げられないようにするべきである」と書いている。従って他のマーラーの歌曲と違って順序どおり演奏するのが常識である。また男声よりも女声の方が演出法的に効果的である。
演奏時間は約25分である。

## 歌詞

### 第1曲「いま太陽が燦々と昇ろうとしている」
Nun will die Sonn' so hell aufgehn,

Als sei kein Unglück die Nacht geschehn.

Das Unglück geschah nur mir allein,

Die Sonne, sie scheinet allgemein.

Du mußt nicht die Nacht in dir verschränken,

Mußt sie ins ew'ge Licht versenken.

Ein Lämplein verlosch in meinem Zelt,

Heil sei dem Freudenlicht der Welt!
今、まさに太陽が燦々と昇ろうとしている。

まるで昨夜の不幸など何もなかったかのように。

その不幸は私だけに訪れたものだった。

太陽はあまねく照らし出す。

夜を自分の中に包み込んではならない、

永遠の光の中に沈めておかなければならない、と。

ちっぽけでかわいらしいランプが私の天幕の中でその光を消した。

この世の喜びの光に幸あれ!と。

### 第2曲「いま私はわかった。なぜそんな暗い炎を」
Nun seh ich wohl, warum so dunkle Flammen.

Ihr sprühtet mir in manchem Augenblicke,

O Augen! O Augen!

Gleichsam um voll in einem Blicke

Zu drängen eure ganze Macht zusammen.

Doch ahnt ich nicht, weil Nebel mich umschwammen,

Gewoben vom verblendenden Geschicke,

Daß sich der Strahl bereits zur Heimkehr schicke,

Dorthin, von wannen alle Strahlen stammen.

Ihr wolltet mir mit eurem Leuchten sagen:

Wir möchten nah dir bleiben gerne,

Doch ist uns das vom Schicksal abgeschlagen.

Sieh uns nur an, denn bald sind wir dir ferne!

Was dir nur Augen sind in diesen Tagen,

In künftgen Nächten sind es dir nur Sterne.
いま私はわかった。なぜそんな暗い炎を

おまえたちがたびたび私に向けその瞳に照り輝かせていたかを

おお、その瞳、その瞳なのだ!

まるで眼差しいっぱいにおまえたちのすべての力をこめ

たたえているかのようだった。

しかし、私はわからなかったのだ。運命の織りなす深い霧のために

目をあざむかれていたために。

おまえたちの目の光がすでに故郷に帰ろうとしていたのが。

すべての光が生まれたところへその場所に帰ろうとしていたことが。

おまえたちはその光で私に告げようとしていたのだね。

「私たちはあなたの近くにいたいのだけれど、

運命が私たちにそうすることを拒絶したのです。

もうじき私たちは遠くへと行ってしまうから、私たちをよく見ていてね!

いまあなたを見ているこの瞳は、

来たるべき夜には星になってしまうのですから。」と。

### 第3曲「おまえたちのおかあさんが戸口から歩み入るとき」
Wenn dein Mütterlein

Tritt zur Tür herein

Und den Kopf ich drehe,

Ihr entgegensehe,

Fällt auf ihr Gesicht

Erst der Blick mir nicht,

Sondern auf die Stelle,

Näher nach der Schwelle,

Dort wo würde dein

Lieb Gesichtchen sein,

Wenn du freudenhelle

Trätest mit herein

Wie sonst, mein Töchterlein.

Wenn dein Mütterlein

Tritt zur Tür herein

Mit der Kerze Schimmer,

Ist es mir, als immer

Kämst du mit herein,

Huschtest hinterdrein

Als wie sonst ins Zimmer!

O du, o du, des Vaters Zelle,

Ach, zu schnelle

Erloschner Freudenschein!
あなたのお母さんが

戸口に歩み寄り、部屋に入ろうとして、

私が頭をめぐらせ

振り返り見るとき、

最初の私の一瞥の視線は

お母さんの顔ではなく

むしろ敷居のそばの、

その場所の

あなたの愛らしい顔が見えていた場所へ

もし、あなたが晴れやかな喜びに満ちあふれ

お母さんと一緒に入って来るならば、

いつもどおり何も変わらない

私の娘であるのに

あなたのお母さんが

戸口から中へ歩み入り

蝋燭のうす明かりと一緒に

それがいつものようだと感じさせるには

もし、お母さんの後ろから

あなたがすばやく追いかけて来るならば

それはいつもと何も変わらない部屋の中であるのに

おお、あなた、おお。おとうさんの分身、その細胞よ。

ああ、本当にたちまちに

あまりにも早く輝かしい喜びの光を消し給うたのだ！

### 第4曲「よく私は子供らはただ散歩に出かけただけだと考える」
Oft denk ich, sie sind nur ausgegangen!

Bald werden sie wieder nach Hause gelangen.

Der Tag ist schön! O sei nicht bang!

Sie machen nur einen weiten Gang.

Ja wohl, sie sind nur ausgegangen!

und werden Jetzt nach Hause gelangen.

O sei nicht bang, der Tag ist schön!

Sie machen nur den Gang zu jenen Höhn!

Sie sind uns nur vorausgegangen

Und werden nicht wieder nach Haus verlangen!

Wir holen sie ein auf jenen Höhn im Sonnenschein!

Der Tag ist schön auf jenen Höhn!
しばしば、私は考える、子供らはただ散歩に出かけただけだと!

まもなく、家に戻って来ることになるだろう!

今日はうるわしい日だ！ おお、何も心配するに及ばないのだ!

子供らはただ遠足に行っているにすぎないのだから

そうとも、子供らはただ散歩に出かけただけなのだ。

きっと今頃は家に戻って来るところだろう

おお、まったく心配する必要もない、今日はうるわしい日なのだ!

子供らは、ただあの高みへ行っているに過ぎないのだ!

子供らは私たちに先んじて散歩に行っているだけ。

そして、二度と家を恋しく思わないのだろう!

私たちは子供らに追いつく、あの太陽の輝く高みの上で!

あの高みの上では、一日がうるわしいのだ!

### 第5曲「こんな嵐のような天候の中で」
In diesem Wetter, in diesem Braus,

Nie hätt ich gesendet die Kinder hinaus;

Man hat sie getragen, getragen hinaus.

Ich durfte nichts dazu sagen.

In diesem Wetter, in diesem Saus,

Nie hätt ich gelassen die Kinder hinaus.

Ich fürchtete, sie erkranken,

Das sind nun eitle Gedanken.

In diesem Wetter, in diesem Graus,

Nie hätt ich gelassen die Kinder hinaus.

Ich sorgte, sie stürben morgen,

Das ist nun nicht zu besorgen.

In diesem Wetter, in diesem Graus,

Nie hätt ich gesendet die Kinder hinaus.

Man hat sie hinaus getragen.

Ich durfte nichts dazu sagen.

In diesem Wetter, in diesem Saus,

in diesem Braus,

Sie ruhn als wie in der Mutter Haus,

Von keinem Sturm erschrecket,

Von Gottes Hand bedecket.

Sie ruhn wie in der Mutter Haus.
こんな嵐のような天候の中で

私は決して子供たちを外に出したりはしない。

誰かが子供らを戸外へつれて行った。

私はそれに対して口出すことさえ許されなかった。

こんなに荒れ狂う天候の中で

私は決して子供たちを戸外に送り出しはしない。

私は子供らが病気になりはしないかと心配だった。

今やそれはむなしい考えごとであった。

こんな恐ろしい天候の中で

私は決して子供らを外へ出したりはしない。

私は子らが翌朝亡くなるのではと気がかりだった。

それは今や心配することさえなくなった。

こんな恐ろしい天候の中で

私は決して子供らを戸外に送り出したりはしない。

誰かが子供らを戸外へ連れ出したのだ。

私はそれに対して口を挟むことさえ許されなかったのだ。

こんな荒れ狂う天候の中で

こんな嵐の中で

彼女らはまるで生家にいるかのように

もうどんな嵐も驚くことなく

神の手におおわれて

彼女らはまるで生家にいるかのように